# Mimetus natalensis
Mimetus natalensis là một loài nhện trong họ Mimetidae.
Loài này thuộc chi Mimetus. Mimetus natalensis được George Newbold Lawrence miêu tả năm 1938.